# Alviyanto Prastyadi
Alviyanto Prastyadi, född 18 februari 2002, är en indonesisk bågskytt. Han deltog vid olympiska sommarspelen 2020.